# Tespe
Tespe är en kommun och ort i Landkreis Harburg i förbundslandet Niedersachsen i Tyskland.
Kommunen ingår i kommunalförbundet Samtgemeinde Elbmarsch tillsammans med ytterligare två kommuner.